# Grobowiec Ludwika Geyera
Grobowiec Ludwika Ferdynanda Geyera – grobowiec znajdujący się w części ewangelickiej Starego Cmentarzu w Łodzi, w kwaterze 50/D2, pole grobowe nr 61 rodziny L.F. Geyera.
Poza Ludwikiem Geyerem pochowani tu są: żona Emilia (zm. 1884), Ludwik Geyer (zm. 1935), Elżbieta Geyer (1886–1985), Ryszard Geyer (zm. 1915), Olga z Weilów Geyer (zm. 1934), Waleria z Geyerów Steigert (1920–1997) i Aleksander Steigert (zm. 1945).

## Historia
Pomnik, z wtórnym napisem w jęz. polskim Grób rodziny Ludwika Ferdynanda Geyera (pierwotnie najprawdopodobniej był w jęz. niemieckim), ma formę wysokiego (ok. 4 m.) obelisku w stylu francuskiego neogotyku. Wykonany został z białego marmuru po 1884 r., po śmierci Emilii Geyer.
Pomnik opisał Jan Dominikowski znawca architektury sepulkralnej cmentarza Starego w Łodzi: Pomnik w formie neogotyckiego, wieżowego pinakla-obelisku, o kilkupiętrowej kompozycji, płycinowych ścianach, z narożnymi kolumienkami. Z przodu, w zwieńczeniu płycizny – płaskorzeźbione popiersie anioła z banderolą, poniżej inskrypcja „Grób rodziny Ludwika Ferdynanda Geyera”, wyraźnie wtórna, wydobyta na wygroszkowanej powierzchni (pierwotnie inskrypcje były niemieckojęzyczne) w płyciźnie wypełnionej w zwieńczeniu suchym, graficznym akantem. Płyciny ze wszystkich stron zamknięte są ostrołukami ze ślepymi maswerkami. Pomnik zwieńczony jest fialami i kwiatonami.